# ダコタハウス
ダコタハウスは大阪府大阪市西区にある建築物。

## 概要
下船場（西船場）の近代建築の顔として知られ、シンメトリーを崩した左右非対称のファサードに、庇を互い違いにして変化をもたせている。

## 交通アクセス
- 地下鉄四つ橋線肥後橋駅より、徒歩5分。

## 周辺情報
- 靱公園